# 380P/PANSTARRS
380P/PANSTARRS è una cometa periodica appartenente alla famiglia delle comete gioviane. La cometa è stata scoperta il 3 aprile 2019, ma già pochi giorni dopo la scoperta venivano rinvenute immagini di prescoperta risalenti fino al 26 febbraio 2009, questo fatto ha permesso di numerare in breve tempo la cometa .

## Caratteristiche orbitali
Unica caratteristica della cometa è di avere una MOID col pianeta Giove di sole 0,289 u.a., questo fatto comporta la possibilità di passaggi ravvicinati tra i due corpi con conseguenti cambiamenti degli elementi orbitali della cometa. Il 24 febbraio 1978 i due corpi passarono a 0,478 ua di distanza, il 24 settembre 2163 i due corpi celesti passeranno a 0,327 ua di distanza.